# Guéron (Calvados)
Guéron ist eine französische Gemeinde mit 245 Einwohnern (Stand: 1. Januar 2022) im Département Calvados in der Region Normandie. Sie gehört zum Arrondissement Bayeux und zum Kanton Bayeux. Die Einwohner werden Guéronais genannt.

## Geografie
Guéron liegt etwa drei Kilometer südsüdwestlich vom Stadtzentrum von Bayeux. Umgeben wird Guéron von den Nachbargemeinden Saint-Loup-Hors im Norden und Westen, Bayeux im Norden, Monceaux-en-Bessin im Osten, Ellon im Südosten, Arganchy im Süden sowie Subles im Westen und Südwesten.

## Bevölkerungsentwicklung
| Jahr                             | 1962 | 1968 | 1975 | 1982 | 1990 | 1999 | 2006 | 2013 |
| Einwohner                        | 226  | 224  | 197  | 238  | 239  | 236  | 212  | 246  |
| Quelle: Cassini, EHESS und INSEE |      |      |      |      |      |      |      |      |

## Sehenswürdigkeiten
- Kirche Saint-Germain aus dem 12. Jahrhundert, Monument historique
- Schloss Saint-Gilles aus dem 18. Jahrhundert
- Herrenhaus von Le Grand Mesnil aus dem 17. Jahrhundert

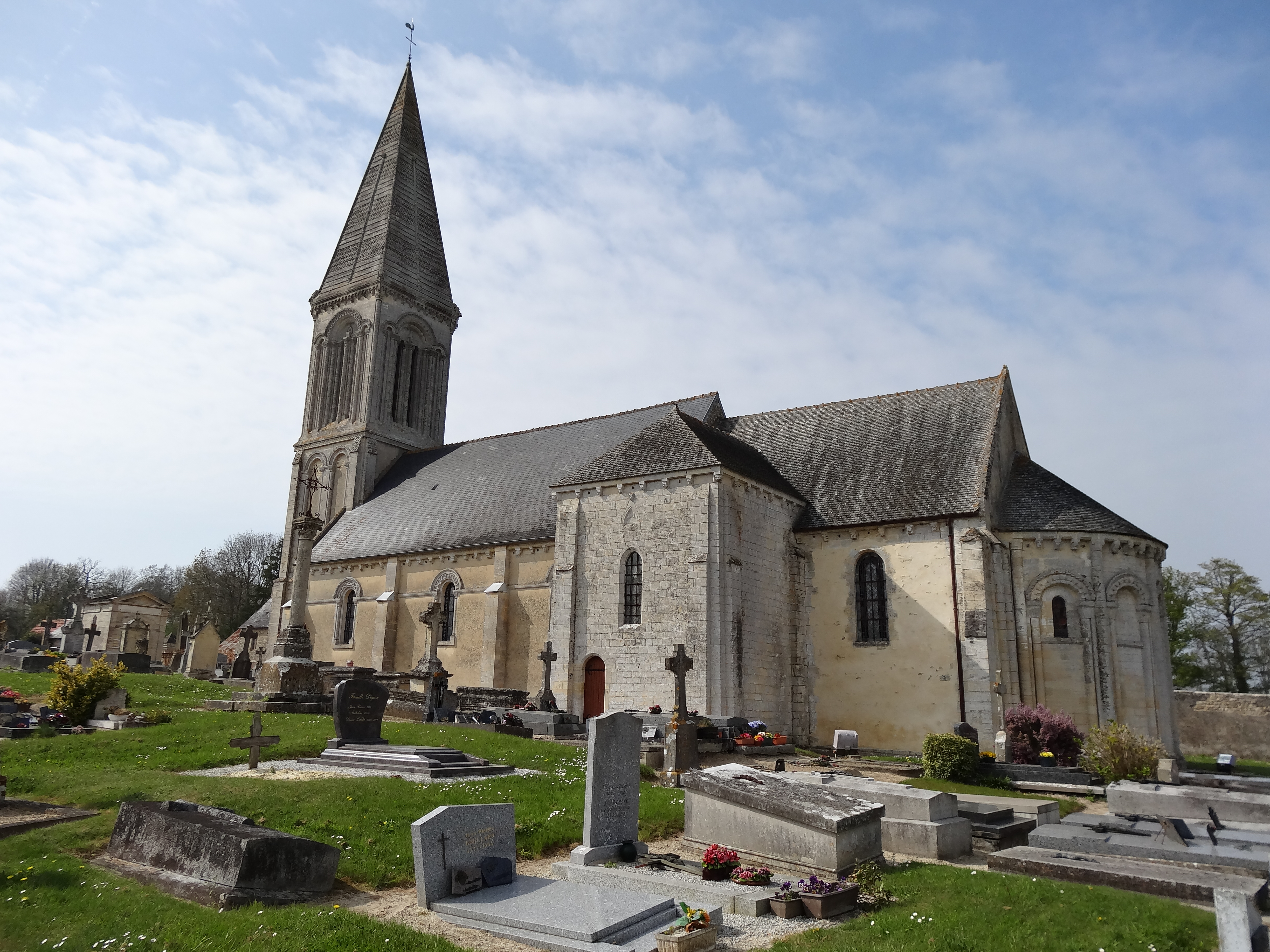
Kirche Saint-Germain